# VE-кадгерин
Кадгерин 5 2-го типа, или VE-кадгерин (сосудистого эндотелия) (англ. VE-cadherin; CD144) — белок клеточной адгезии эндотелия сосудов из семейства кадгеринов. Ген CDH5 входит в кластер из 6 генов кадгеринов. Играет важную роль в клеточной биологии эндотелия, т.к. контролирует и организует межклеточные соединения. Внутриклеточный домен связывается с несколькими белками, включая p120, бета-катенин и альфа-катенин.